# Шевелёва, Екатерина Васильевна
Екатерина Васильевна Шевелёва (31 декабря 1916  [13 января 1917], Москва — 17 марта 1998, Москва) — писательница, поэтесса, журналистка, общественный деятель, активная участница международного движения за мир. Комментатор Агентства печати «Новости» (АПН). Член КПСС с 1940. Член Советского комитета защиты мира. Автор песен из репертуара Валентины Толкуновой («Эхо», «Первая любовь», «Не было этого», «Молодость», «Карловарские краски»), Иосифа Кобзона, Майи Кристалинской, Татьяны Покрасс, ансамбля «Самоцветы». Народными стали песни «Уголок России», «Серебряные свадьбы». Лауреат премии имени Воровского «За лучшую работу в области международной журналистики».

## Биография
Родилась 13 января 1917 года (31.12.1916 по старому стилю). Отец — Василий Васильевич, мать — Татьяна Григорьевна. Их памяти посвящён её роман «Александровский сад».
Работала токарем на заводе «Динамо» имени Кирова (1930—1937). В числе лучших производственников участвовала в известной встрече А. М. Горького с молодыми рабочими Москвы. На заводе начала посещать литературный кружок, затем параллельно училась в Литературном институте им. М. Горького (1933—1937).
Печататься начала с 1936 года. Первый сборник вышел в 1942 году, всего издано около 50 книг стихов и прозы: «Александровский сад», «Домашний очаг», «Радость и горе», «Високосный год», «Жил на свете человек» и многих других. Её песни, стихи записаны на 42 альбомах.
После 1937 года работала в райкоме комсомола, в 1940—1943 годах работала в аппарате ЦК ВЛКСМ и курировала Ярославль. Познакомилась и подружилась с первым секретарём Ярославского обкома ВЛКСМ Ю. В. Андроповым, который тоже писал стихи, до войны посвятила ему четыре стихотворения. Впервые публично стихи Андропова прозвучали после его смерти, когда Шевелёва прочитала их с трибуны 8-го съезда писателей СССР.
В обвинительном заключении по делу В. В. Португалова и Л. К. Гладкова (брата Александра Гладкова) фигурируют показания Шевелёвой как свидетельницы, подтверждающей обвинения. Александр Гладков в дневнике неоднократно обвинял Шевелёву в аресте брата и писал, что в годы «позднего реабилитанса» она заявила, что её показания были ложными и вынужденными, и Л. К. Гладков и В. В. Португалов были реабилитированы.
В 1936 году родилась дочь Светлана, а 1942 году родилась дочь Татьяна.
Во время Великой Отечественной войны выезжала на фронт во фронтовых комсомольских бригадах, писала репортажи для военных газет, печаталась в «Правде», в «Красной звезде».
После войны — журналист в московских газетах и журналах. В 1948—1951 годах работала в редакции журнала «Советская женщина», в 1964—1976 годах — в АПН. Была корреспондентом газеты «Труд» в Индии. Здесь встречалась со Святославом Николаевичем и Девикой Рани Рерих, одной из первых в СССР опубликовала о них очерки в книге «Улыбнется ли Бентен?» (1969), названные «Человек в солнечном луче» и «Сказочная принцесса?».
Одна из авторов книги «Разбуженный Восток», отмеченной премией им. Воровского (1960).
В 1970-е годы журналист-международник, посол мира (член Советского комитета по защите мира).
В 1977 году вышел первый роман Е. Шевелевой «Александровский сад», получивший премию Всесоюзного конкурса 1976—1978 гг. на лучшее произведение художественной прозы о современном рабочем классе.
Автор популярных песен «Серебряные свадьбы», «Уголок России», «Есть такая речка» и т. д.
Неоднократно была замужем. Последним мужем был Евгений Никольскис (1935—1992) — литовский баскетболист и игрок в настольный теннис.
Скончалась в 1998 году. Похоронена в Литве на Кармелавском кладбище в городе Каунас.

## Диски[какие?]
- Песни На Стихи Екатерины Шевелевой 2 издания //	Мелодия, 1977
- Стихи И Песни (LP, Comp)//	Мелодия,	1975. 33 С 60—06091-2
- Счастье Непонятное Мое — Песни На Стихи Екатерины Шевелевой, 2 издания//Мелодия, 1980